# Kålfjäril
Kålfjäril (Pieris brassicae) är en art i insektsordningen fjärilar som hör till familjen vitfjärilar.

## Utseende
Framvingarna har svarta spetsar, bakvingarna har en svart fläck i framkanten. Honan har dessutom på framvingarna två runda svarta fläckar och ett svart streck vid bakkanten. Vingbredden är 55 till 65 millimeter. Larven - kålmasken - är blåaktigt grön med en gulaktig linje längs ryggen och en ytterligare längs vardera sidan. Hela kroppen är täckt med glesa korta hår och tätt beströdd med större och mindre svarta prickar. Den fullvuxna larvens längd uppgår till 35 millimeter. Puppan är kantig och till färgen grönaktig med svarta prickar.

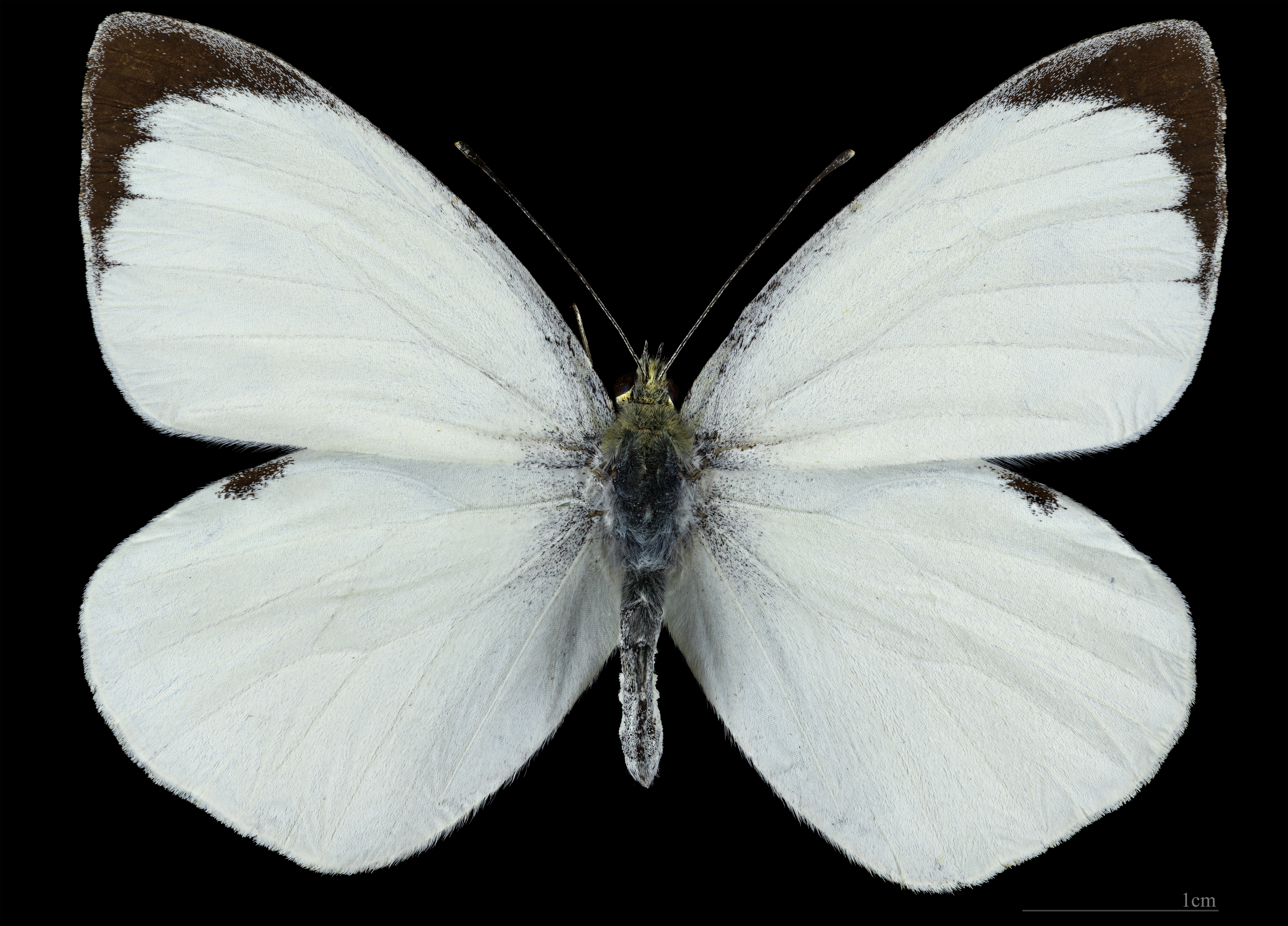
Pieris brassicae ♂
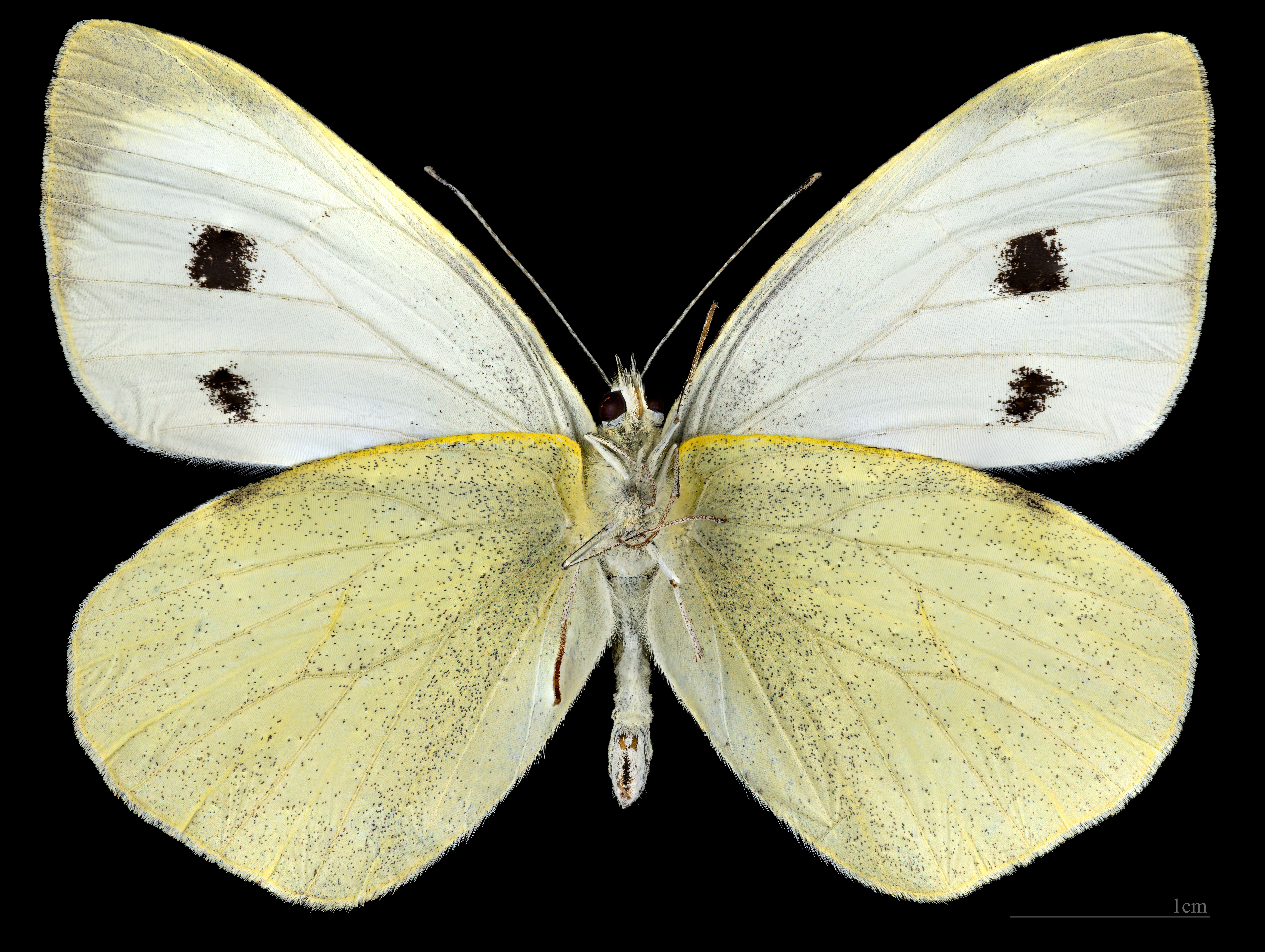
Pieris brassicae ♂  △
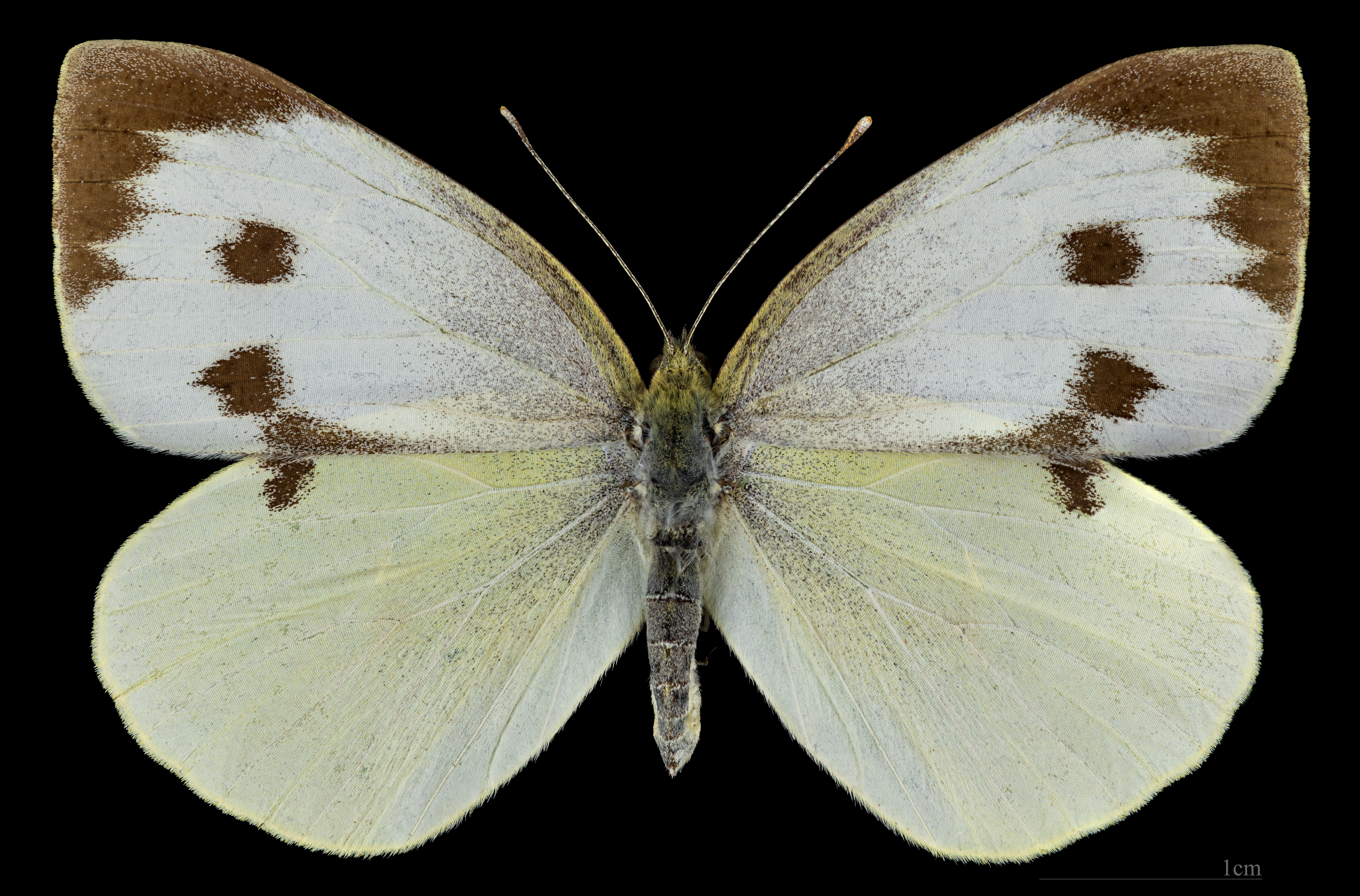
Pieris brassicae ♀
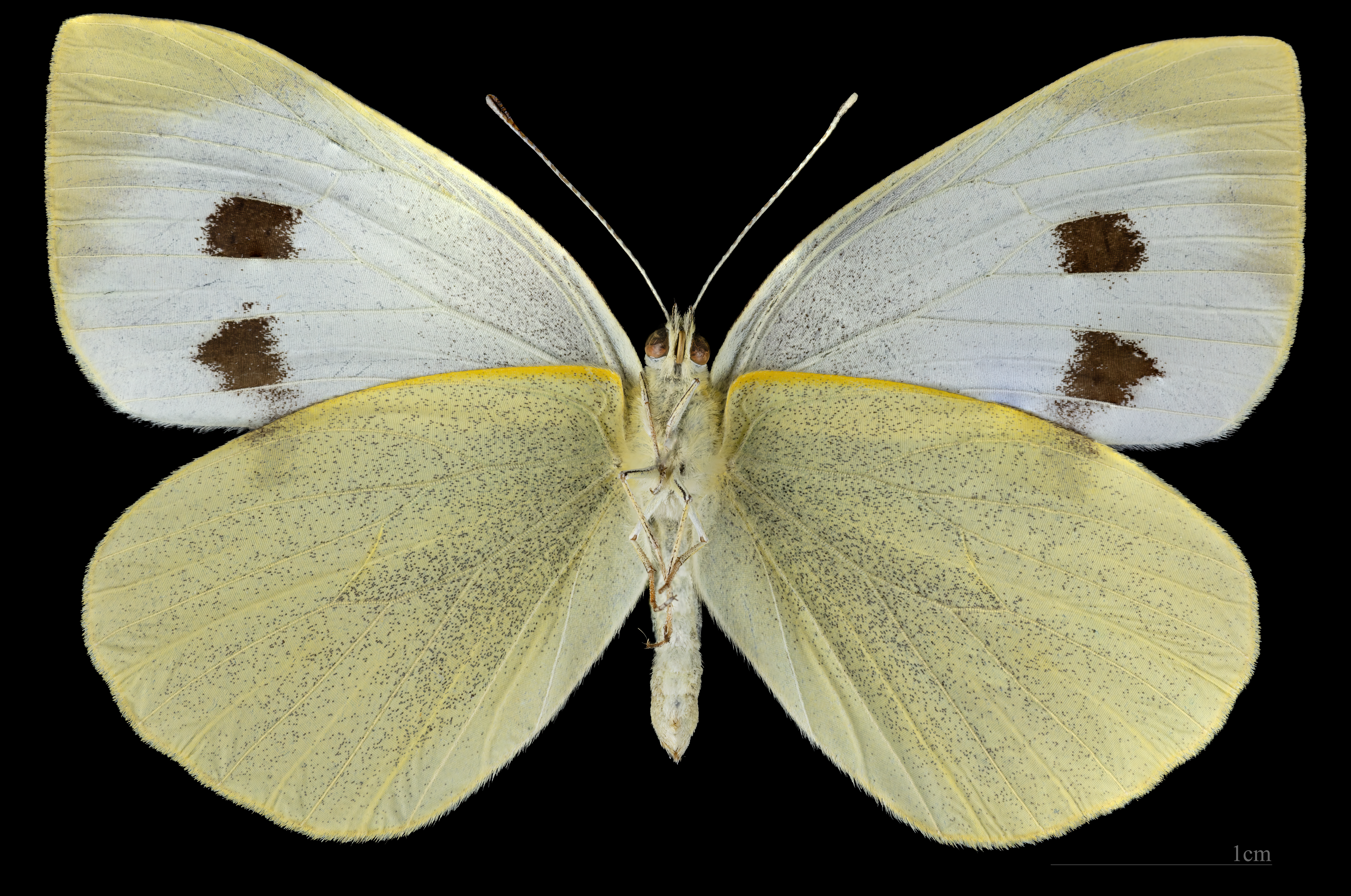
Pieris brassicae  ♀ △

## Ekologi

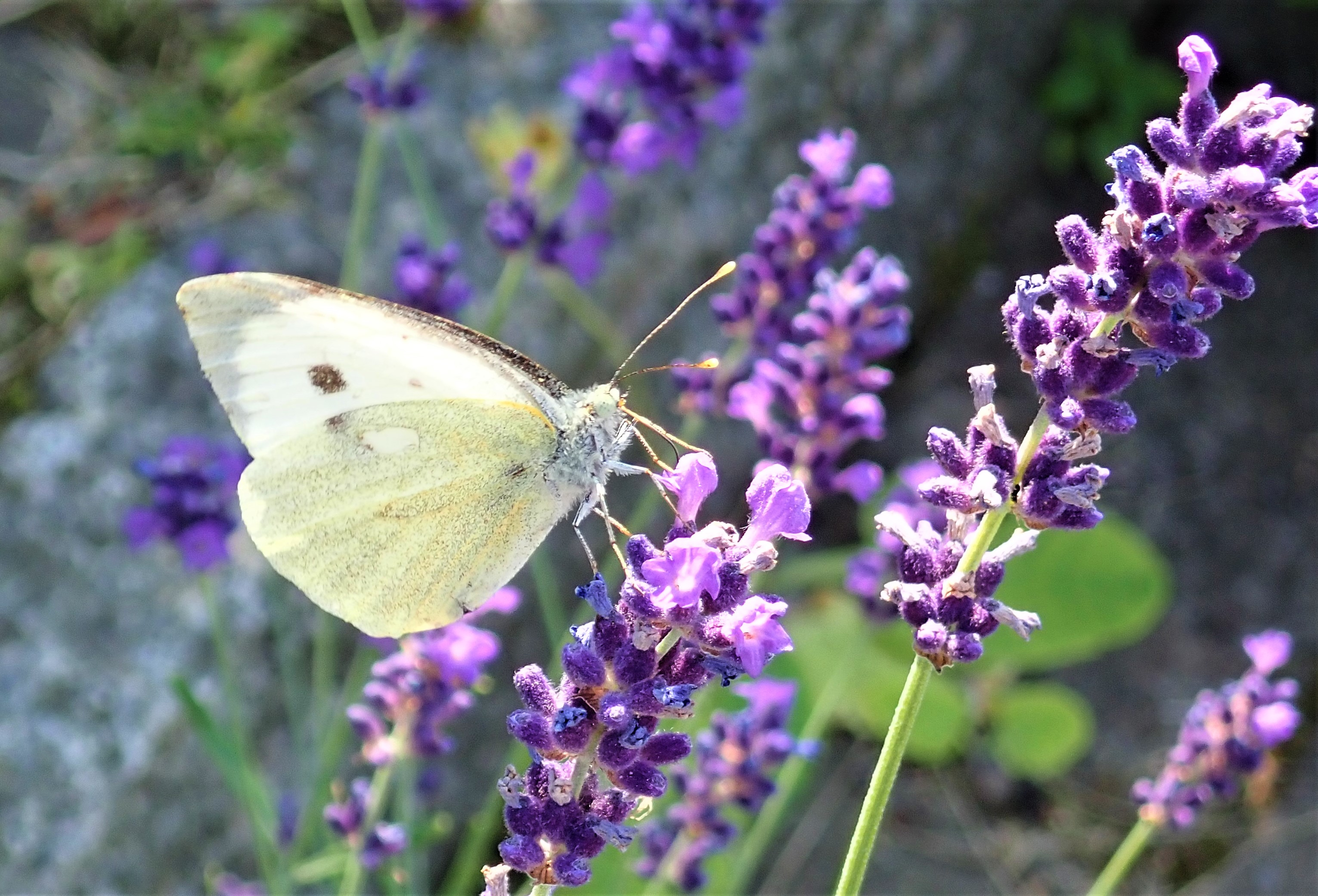
Kålfjäril.

Kålfjärilen har 2 till 3 generationer per år. Ur de övervintrade pupporna framkommer på våren, vanligen i maj månad, fjärilar, som lägger ägg på vilda korsblommiga växter (familjen Brassicaceae). De efter omkring 14 dagar framkomna larverna blir i juli månad fjärilar. Denna andra generation lägger i sin tur ofta ägg på odlade korsblommiga växter, som kål, raps och rovor med flera. Äggen påträffas på bladens undersida. Kålfjärilspuppan påträffas ofta på staket, plank, husväggar och dylikt. Den sitter med huvudänden uppåt och fasthålles med en silkestråd kring mitten. De utkläckta larverna åstadkommer ofta stor förödelse i trädgårdarna. Vanligen övervintrar denna generations puppor, men ibland uppträder fjärilar på eftersommaren och ger genom äggläggning upphov till en tredje generation.

## Namn
I Skåne kallas kålfjärilens larv dialektalt för "kålorm". Ett annat namn för larven är annars "kålmask".

## Bilder

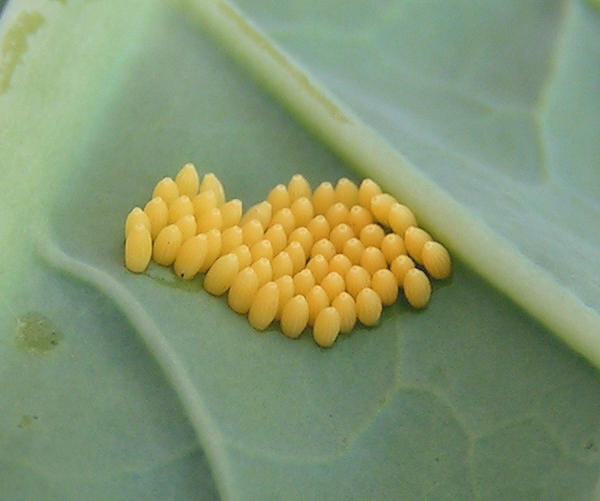
Ägg.
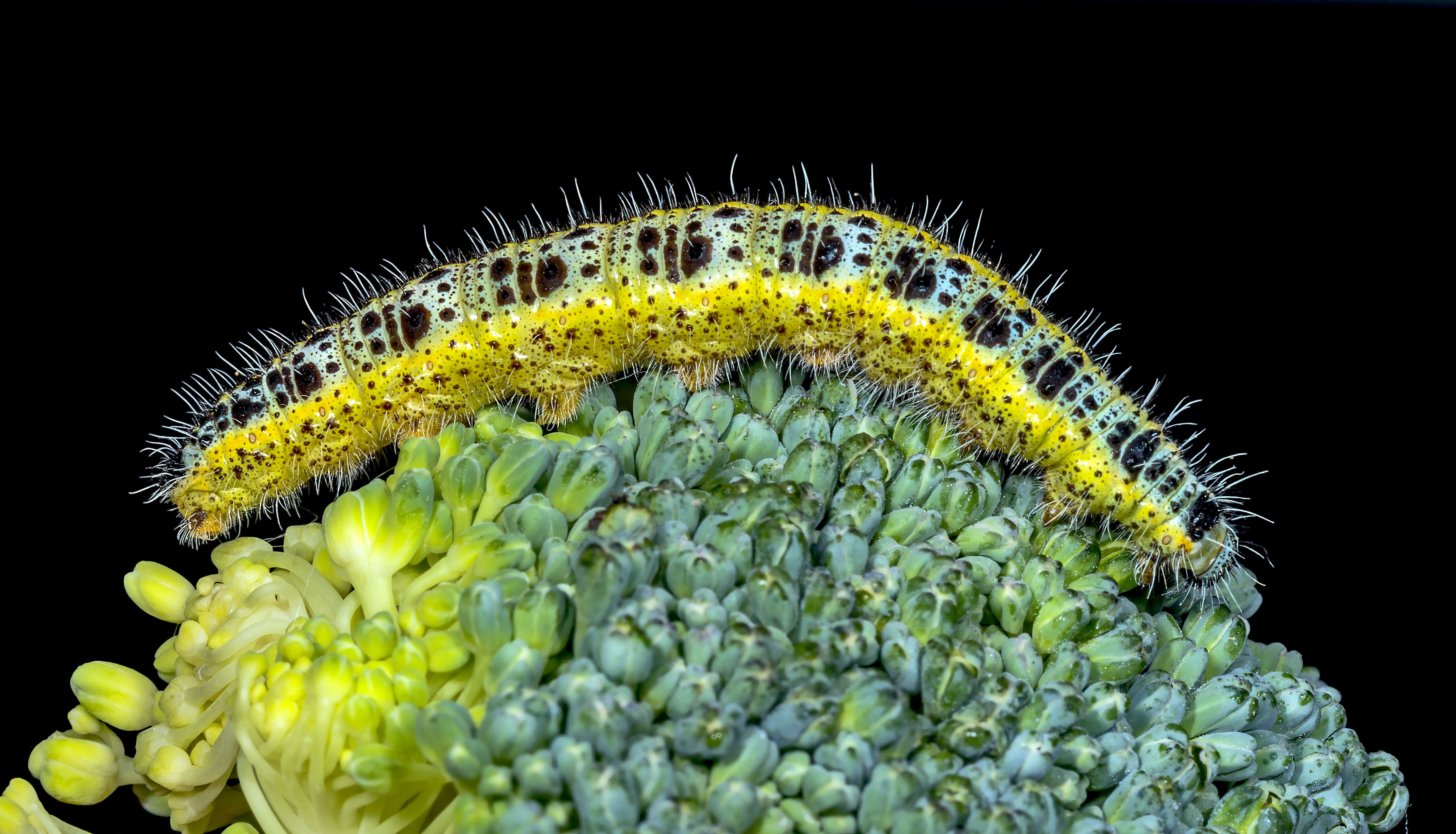
Larv.
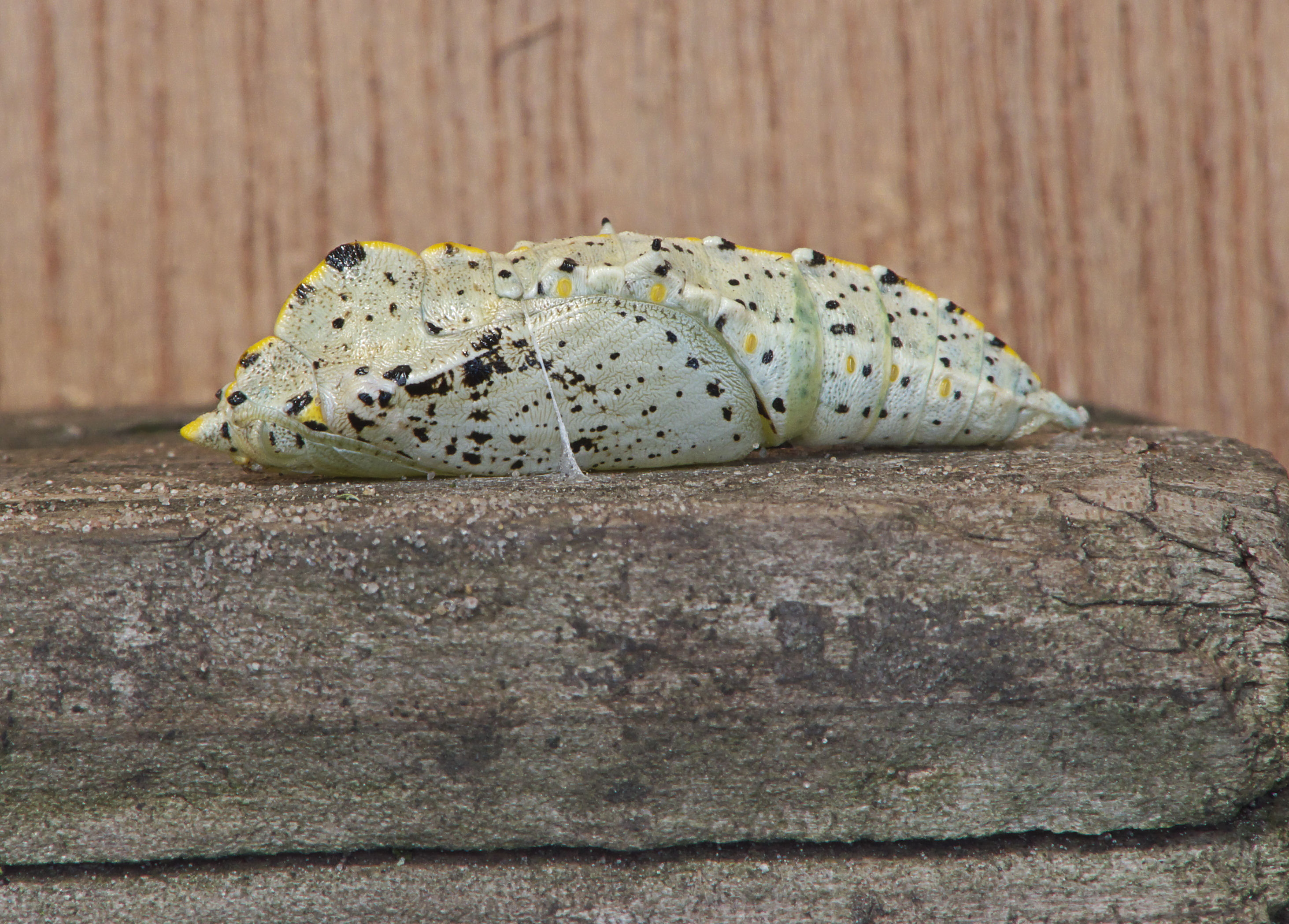
Puppa.